# Sylvia Townsend Warner
Sylvia Townsend Warner (6 desembre de 1893 - 1 de maig de 1978) fou una escriptora i poetessa anglesa.
Dels seus escrits de musicologia, el més notable és The Point of perfection in XVI Century Notation, publicat el 1910.